# 杂化材料
杂化材料（Hybrid material）是由两种纳米或分子级别成分组成的混合物。在自然界中通常是由一种无机物同一种有机物的混合，因此他们与通常意义上的混合物的差异在于一般的混合物是宏观量级（微米或者毫米）。在微观量级的混合会导致均匀混合的物质会体现出介于两种成分之间的特性甚至是一些新的特性。

## 简介

### 自然界中的杂化材料
很多自然界的杂化材料都是由分布在纳米量级的无机和有机成分组成。通常情况下，无机成分会提供机械强度等特性，而有机成分主要是将各种无机成分链接起来，例如骨骼或者珍珠母。

### 杂化材料的发展
世界上第一种杂化材料就是几千年前人们用有机和无机成分合成的颜料。橡胶通常作为有机聚合物被各种无机材料所填充。1930年发明的溶胶-凝胶法对目前有机无机杂化材料的大范围推广应用起到了巨大的推动性作用。

### 分类
基于有机和无机成分的链接方式，杂化材料可以分为两类。ClassⅠ是两种成分通过比较弱的化学键相连，例如范德瓦耳斯力，氢键，弱电场等；Class Ⅱ是成分之间通过较强的化学键连接，例如共价键。
不同的杂化材料同样可以通过结构特性来区分。有机基团所包含的官能团可以依附于无机结构网络，例如三烷氧硅烷基团可以作为结构网络的表面修饰基团，因为在最终的无机网络结构中只能通过有机基团进行修饰。苯基三烷氧硅烷就是一个例子；将单一基团三烷氧硅烷基团利用溶胶-凝胶法来修饰二氧化硅网格结构来实现材料的进一步制备；包含反应生成的官能团的系统称之为功能性网络。但是如果有两种或者多种这类基团的话，情况就不一样了,这会导致材料中的无机成分变成整个杂化结构网络中不可分割的一部分。后者往往被称为结构网络模块。
如果无机和有机网络相互交联并且没有进行很强烈的化学反应，则形成交联网络，例如在有机聚合物中使用溶胶凝胶法制备的材料。

## 杂化材料较普通材料的优势
- 无机基团或者纳米颗粒在有机聚合物中可以体现出特殊的光学，电磁学特性。
- 纯固体无机材料通常需要很高的温度来加工，杂化材料相对来说更容易加工，因为有机无机相互交联的杂化材料，有机成分更多，更像是聚合物反应。
- 均匀的杂化材料可以基本避免光散射，可以制得高透过率的材料。